# باتبو
باتبو قرية سوريّة تتبع إداريّاً لمحافظة حلب منطقة الأتارب ناحية مركز أبين سمعان، بلغ تعداد سكانها 3,943 نسمة حسب التعداد السكاني لعام 2004.